# Töscheldorf
Die Häusergruppe Töscheldorf ist eine Ortschaft in der gleichnamigen Katastralgemeinde im Norden der Stadtgemeinde Althofen im Bezirk Sankt Veit an der Glan im Bundesland Kärnten (Österreich).

## Namenkundliches
Der Name Töscheldorf leitet sich von „einem mit Těchъ / Těša beginnenden slawischen Personennamen“ ab, so der Sprachwissenschaftler Heinz-Dieter Pohl.

## Geschichte
Töscheldorf wurde als villa Tescheldorf erstmals 1263 genannt.
1369 scheint eine gewisse Kunigunde als Frau des Amtmannes von Töscheldorf in einem Kaufbrief auf, weshalb Töscheldorf damals Sitz eines Amtmannes gewesen sein mag.
Das heute das Ortsbild bestimmende Schloss Töscheldorf ist ein Renaissancebau aus der ersten Hälfte des 17. Jahrhunderts, der um 1730 barockisiert wurde, so der  Kunsthistoriker Wilhelm Deuer.
1873 wurde die Katastralgemeinde Töscheldorf mitsamt der Ortschaft Töscheldorf ein Teil der Gemeinde Althofen.

## Schulstandort
Zwischen 1940 und 2018 war Töscheldorf Schulstandort, beherbergte zunächst eine Waldbauernschule, ab 1946 für zwanzig Jahre eine Landwirtschaftliche Fachschule, von 1965 bis 1981 ein Gymnasium, danach bis 2018 eine Polytechnische Schule.

## Kultur und Sehenswürdigkeiten
- Schloss und Schlosskapelle aus der Frühen Neuzeit mitsamt Wirtschaftshof aus dem 19. Jahrhundert.[4]

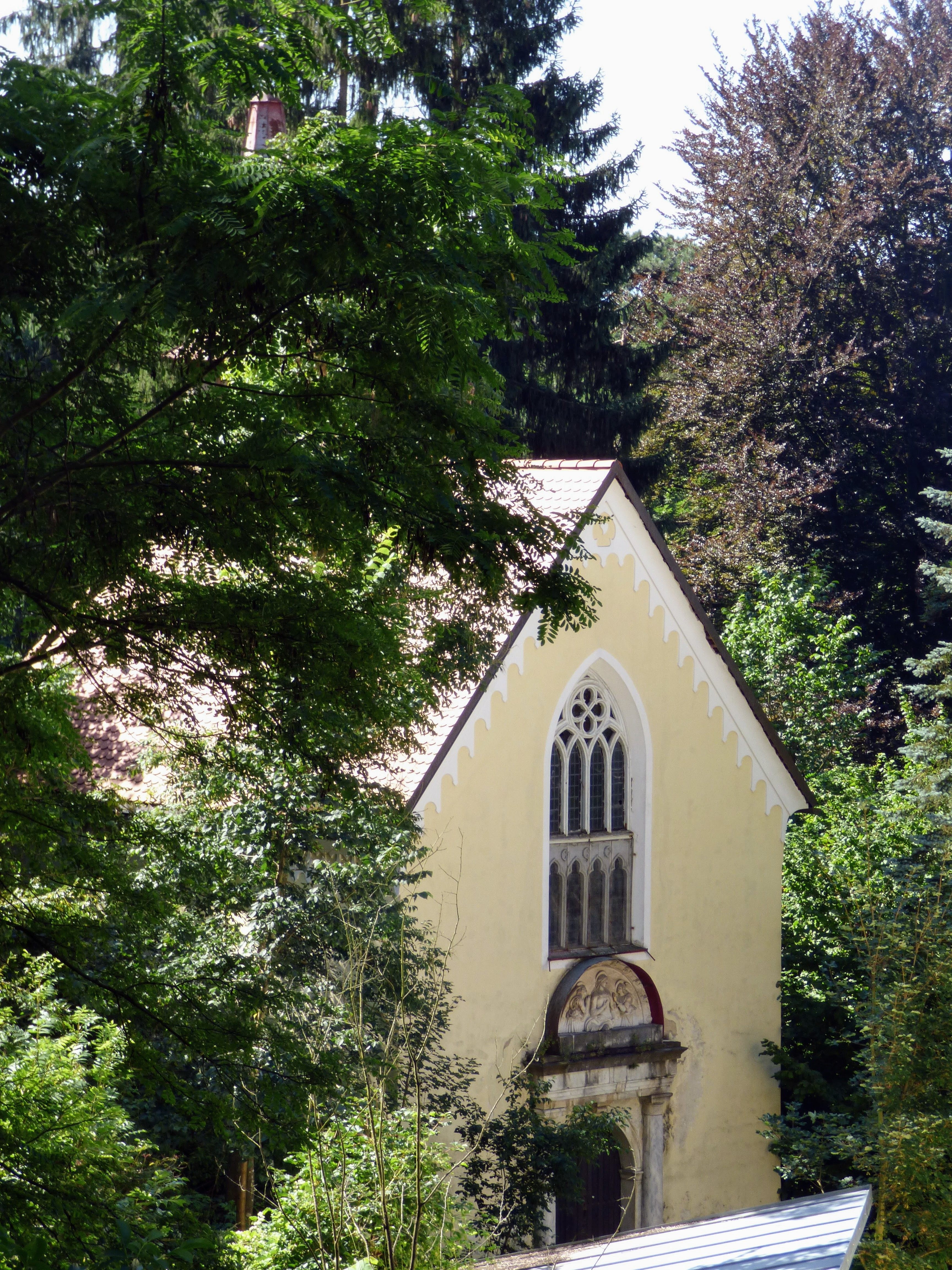
Schlosskapelle Töscheldorf mit neugotischem Maßwerksfenster (2016)

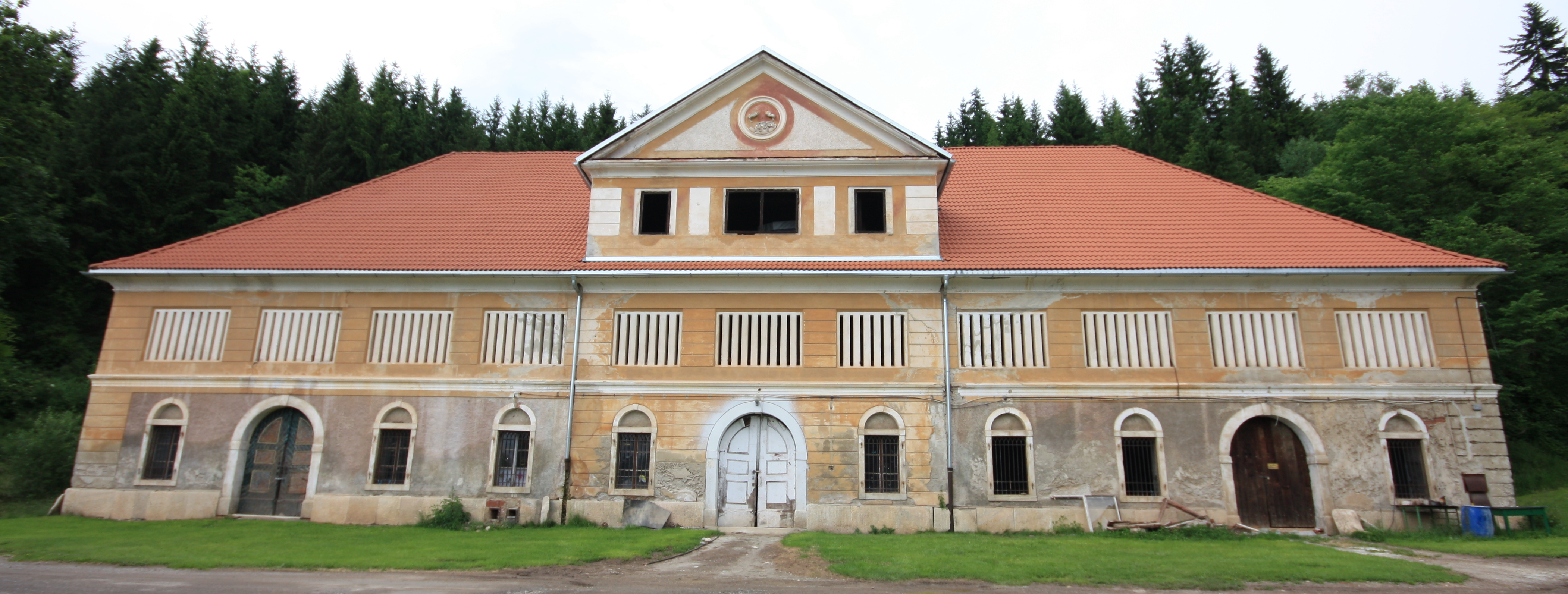
Wirtschaftshof bei Schloss Töscheldorf aus dem 19. Jahrhundert (2016)

## Bevölkerungsentwicklung
Der Franziszeische Kataster überliefert die Anzahl der Häuser für Töscheldorf von 1829. Seit der Volkszählung von 1869 liegen für Töscheldorf Einwohnerzahlen in Abständen von typischerweise zehn Jahren vor.
| Jahr | Einwohnerzahl | Häuser |
| ---- | ------------- | ------ |
| 1829 |               | 4      |
| 1869 | 31            | 5      |
| 1880 | 22            |        |
| 1890 | 21            |        |
| 1900 | 27            | 5      |
| 1910 | 33            | 5      |
| 1923 | 36            | 5      |
| 1951 | 40            | 5      |
| 1961 | 27            | 5      |
| 1971 | 19            | 4      |
| 1981 |               | 2      |
| 1991 | 4             | 2      |
| 2001 | 2             | 2      |
| 2011 | 3             | 1      |
| 2021 | 5             | 1      |